# Otto Nordenskjöld
Nils Otto Gustaf Nordenskjöld ((6. prosince 1869 Sjögle, okres Jónköping – 2. června 1928 Göteborg) – byl švédský geolog, polární badatel, profesor geografie. Proslavil se jako vůdce první švédské antarktické expedice v letech 1901–1903 s lodí Antarctic.

## Život

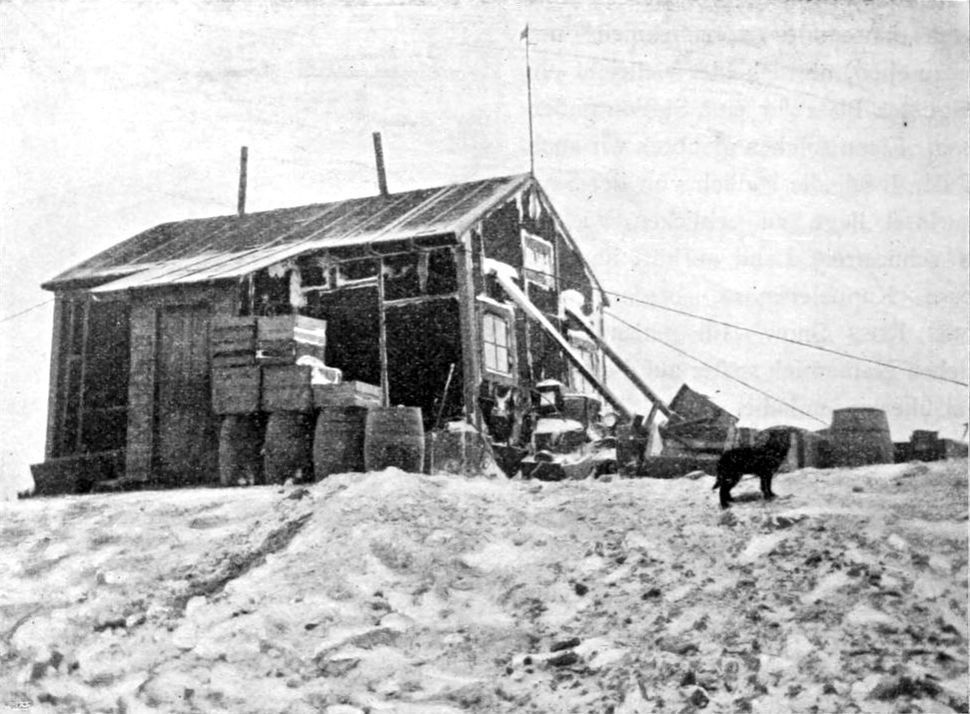
Nordenskjöld House na ostrově Snow Hill

Pocházel z významné rodiny vědců, průzkumníků a humanitárních pracovníků. Po studiu mineralogie a geologie na univerzitě v Uppsale získal v roce 1894 doktorát a od té doby působil jako vysokoškolský pedagog. V roce 1905 se stal profesorem geografie a etnografie na univerzitě v Göteborgu, kde působil řadu let v různých akademických funkcích.  V letech 1895–1897 Nordenskjöld vedl vědeckou expedici do Patagonie, v roce 1898 na Aljašku. O dva roky později se vydal do Grónska, ve stopách svého strýce Adolfa Erika Nordenskjölda .

### Expedice do Antarktidy (1901–1903)

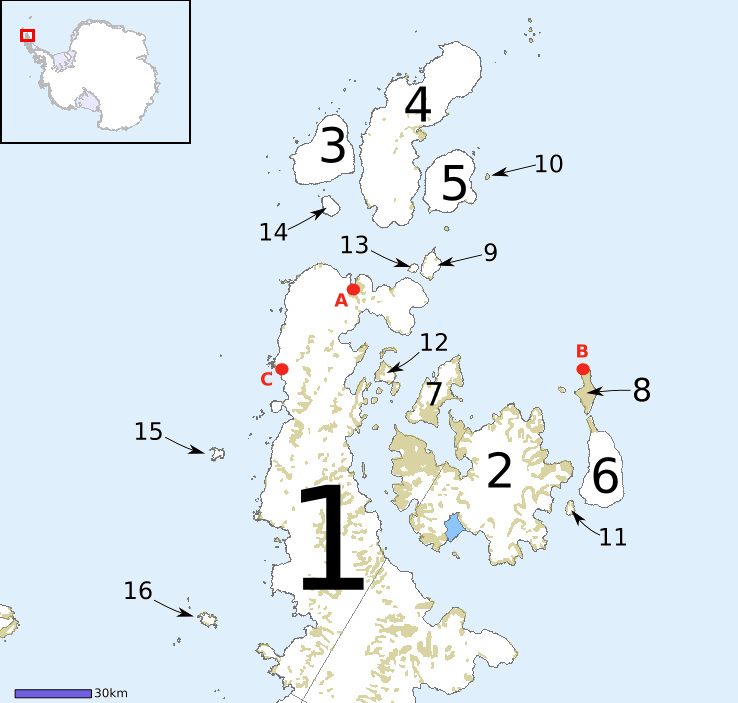
6 = Snow Hill 10 = Paulet A = Hope Bay

V roce 1901 zorganizoval expedici, která měla prozkoumat přírodní podmínky v Antarktidě. Za tím účelem zakoupil a nechal opravit starou loď z roku 1871, kterou nazval Antarctis. Kapitánem byl jmenován norský polárník Carl Anton Larsen.  Součástí výpravy byl i argentinský námořní důstojník José Sobral jako vědecký asistent. Argentinská vláda nabídla Nordenskjöldovi jídlo, palivo a pomoc zdarma, pokud by se jejich důstojník mohl připojit. Během plavby kolem Antarktického poloostrova objevili průliv, který dostal jméno švédského prince Gustava. Bylo zamýšleno, že skupina pěti mužů pod Nordenskjöldovým vedením bude provádět výzkum na pevnině a očekávali, že v Antarktidě zůstanou až do jara příštího roku. Expediční loď se vydala na sever k Falklandským ostrovům, podzim a zimu strávila vědeckým průzkumem Jižní Georgie a Ohňové země. Při zpáteční cestě uvízla v ledu a 12. února 1903 se potopila. Členové posádky s kapitánem Larsenem se v záchranném člunu dostali na ostrov Paulet, kde strávili zimu v provizorním kamenném příbytku. Živili se ulovenými tučňáky, příležitostně rybami a tuleni.

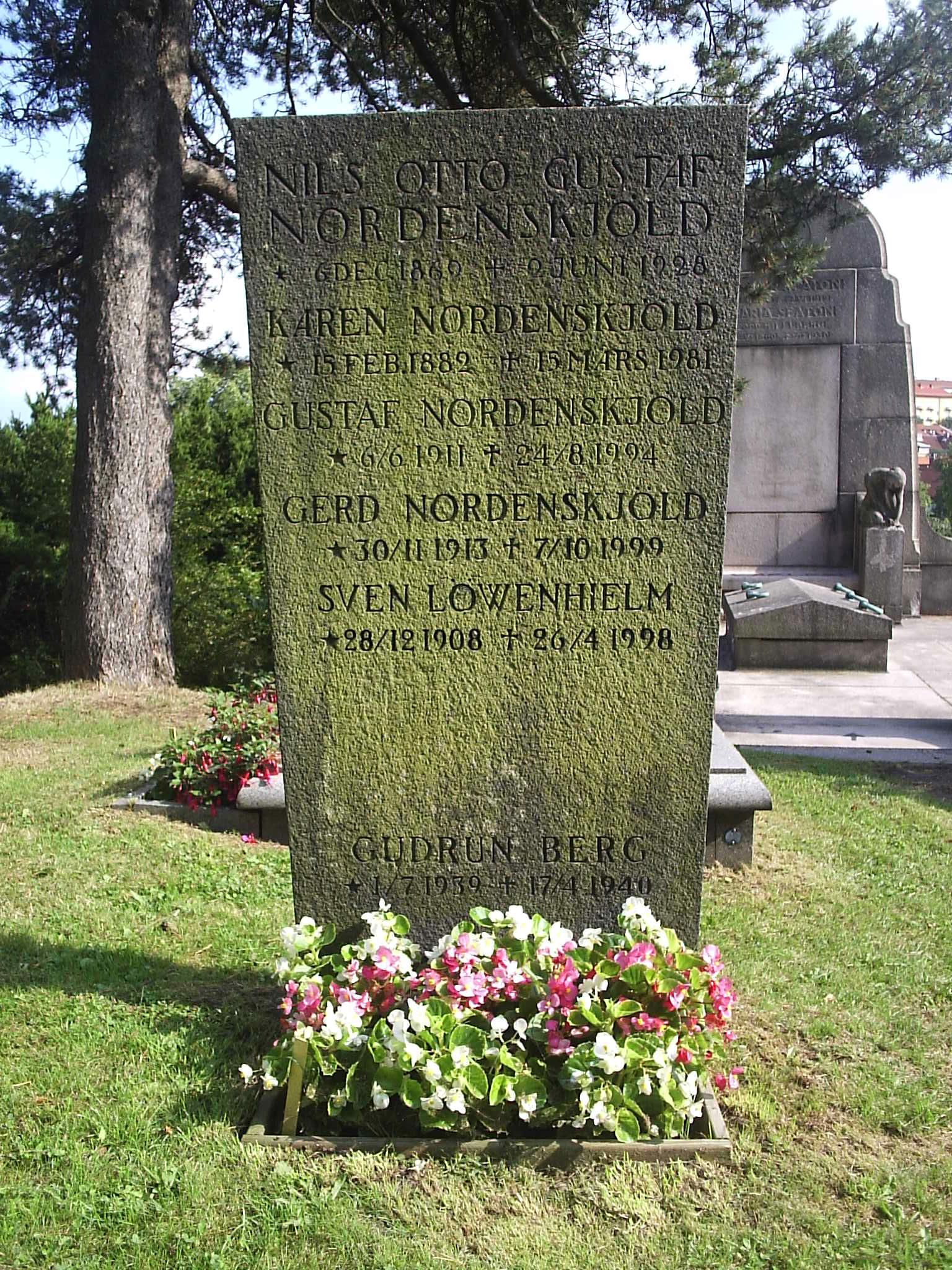
hrob Otto Nordeskjölda a jeho rodiny

Pozemní skupina si postavila základnu na severním výběžku ostrova Snow Hill. Dřevěná chata, známá také jako Nordenskjöld House, byla v roce 2012 na návrh Argentiny a Spojeného království na poradním zasedání Smlouvy o Antarktidě prohlášena za historickou památku (HSM 38).  Několik měsíců mapovali okolní oblasti, věnovali se vědeckému zkoumání nerostů a fosiílií. Kvůli nepřízni počasí museli na základně strávit druhou zimu. Začátkem října 1903 se při jedné ze svých výzkumných cest setkali s tříčlennou záchrannou skupinou, která byla vyslána z lodi ještě před jejím zničením a musela přezimovat v Hope Bay na Grahamově zemi. O tři týdny později, 8. listopadu 1903, našla polárníky posádka argentinské lodi Uruguay, pátrající po zmizelé výpravě. Téměř současně dorazili ke Snow Hillu kapitán Larssen s několika námořníky, kteří se vydali z ostrova Paulet na velrybářském člunu. V prosinci 1903 se téměř všichni, až na jednoho muže, jehož srdce nevydrželo prožité útrapy, vrátili do Buenos Aires. Expedice byla považována za vědecký úspěch, přivezla mnoho cenných vědeckých informací a vzorků, významně přispěla k prozkoumání geografie Antarktického poloostrova. Přestože přinesla Nordenskjöldovi velkou slávu, uvrhla ho do značných soukromých dluhů. Švédská společnost pro antropologii a geografii mu udělila medaili Vega.

### Další aktivity
Nordenskjöld vedl další výzkumy v Grónsku (1909) a peruánských Andách (1920–1921).Studoval také účinky zimy na alpské klima a vyvinul vzorec pro identifikaci hranic arktické oblasti na základě teplot v nejteplejších a nejchladnějších měsících roku. V roce 1908 byl zvolen členem a tajemníkem Královské vědecké společnosti v Göteborgu a v roce 1916 členem Královské akademie věd. Byl také členem asi čtyřiceti dalších vědeckých společností. Napsal mnoho článků a pojednání ze svých cest, mj. o paleontologii, organizoval vědecké přednášky a konference.
O své výpravě do Antarktidy napsal knihu, kterou pod názvem K jižní točně. Dva roky ve sněhu a ledu vydalo v češtině Ottovo nakladatelství v roce 1909.
Nordenskjöld zemřel 3. června 1928 ve věku 59 let na následky dopravní nehody, kdy ho srazil řidič autobusu v Göteborgu. Je pohřben na hřbitově Östra kyrkgården v Göteborgu.

## Ocenění
- Rytíř Řádu polární hvězdy
- Velitel Řádu Alfonse XIII
- komtur Řádu Františka Josefa
- Důstojník řádu Čestné legie
- Rytíř řádu Dannebrog
- Chilský řád za zásluhy druhé třídy

## Uznání
Jeho jméno nese řada přírodních objektů a jevů:
- jezero v chilském národním parku Torres del Paine
- Nordenskjöldova země, část pobřeží východní strany Antarktického poloostrova
- podmořská pánev v Rossově moři u Scottova pobřeží východní Antarktidy, název schválen 4/80 (ACUF 201) v roce 1980
- ledovcový jazyk rozprostírající se nad Rossovým mořem
- ledovec na Jižní Georgii
- skalnaté výběžky na Antarktickém poloostrově v oblasti Nordenskjöldovy země
- hora na Jižní Georgii u Nordenskjöldova ledovce